# Marcel Scherer

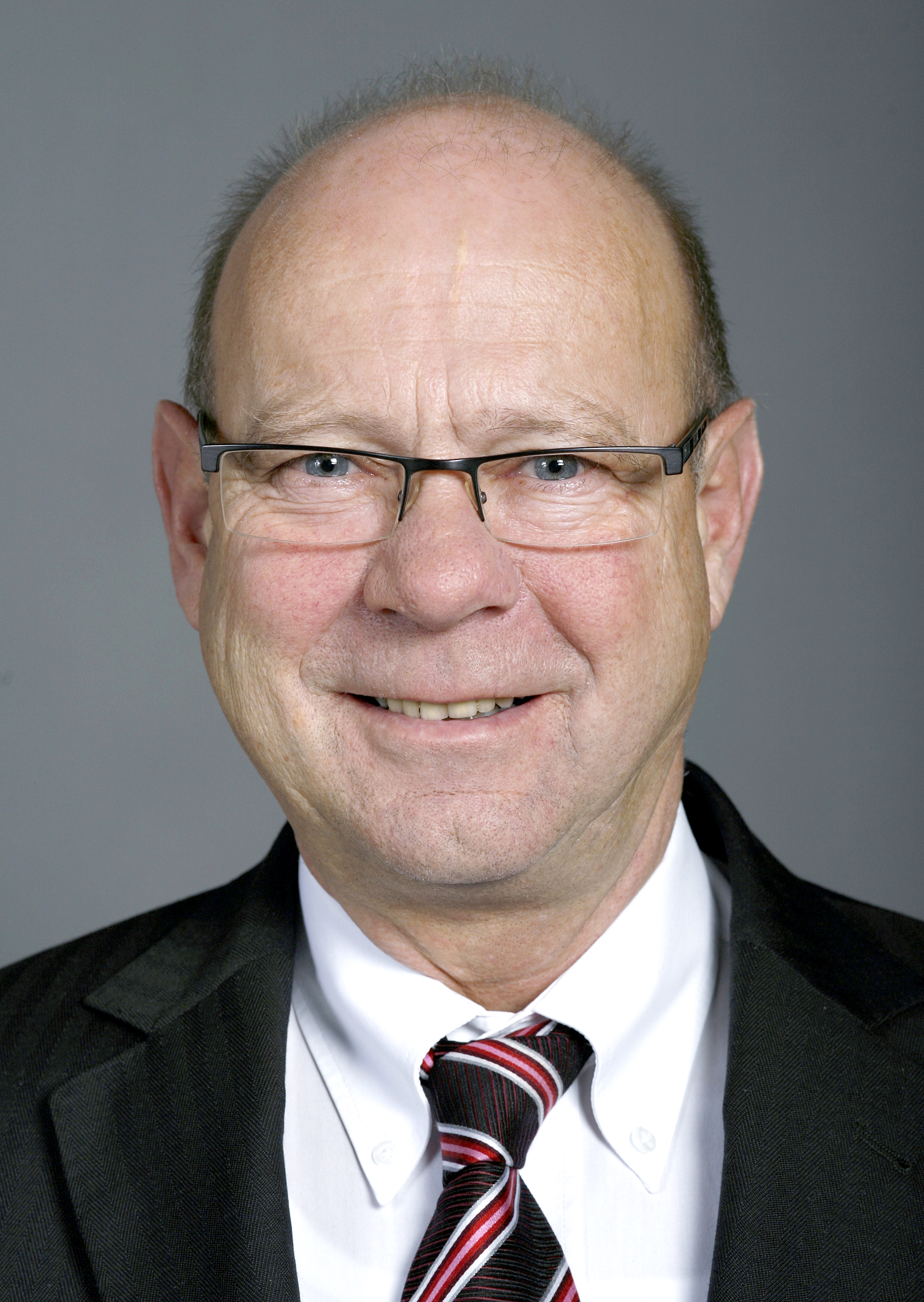
Marcel Scherer

Marcel Scherer (* 29. Januar 1952 in Cham, Kanton Zug) ist ein Schweizer Politiker (SVP) und seit 2000 Präsident der SVP Zug.
Bei den Wahlen von Oktober 1999 wurde Scherer vom Kanton Zug in den Nationalrat gewählt. Dort war er bis 2011 Mitglied der Kommission für soziale Sicherheit und Gesundheit (SGK), der Kommission für öffentliche Bauten (KöB) sowie der Kommission 06.094 (06.094). Bei den Wahlen vom 23. Oktober 2011 wurde er nicht wiedergewählt.
Der Meisterlandwirt ist verheiratet und hat vier Kinder. Momentan wohnt er in Hünenberg.